# Мавзолей Бекетай

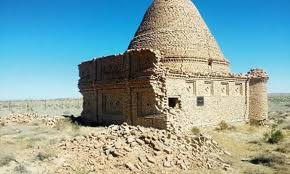
Мавзолей Бекетай

Мавзолей Бекетай — архитектурный памятник, расположенный примерно в 4-х километрах на юго-западном склоне села Аккулак Аральского района. Считается памятником XIX века. После смерти Бекетая старшая дочь Акжаркын, известная в сельской местности, привезла строительные материалы мавзолея из Казалы местному мастеру Нурымбету. 

## Архитектура
Крыша большая купольная. Внутри узоры. Объём около 8 х 8 метров. Высота, включая купол, около 7 метров. По словам рассказчиков, 30-40 лет назад здесь было надгробие из синего камня. Но было потеряно. Мавзолей имеет портал-купол, две камеры, Т-образные камеры. Мавзолей построен из обожженного кирпича, а углы ориентированы на четыре стороны света. Вход находится сбоку и выходит на юго-восток. Вход в погребальную камеру расположен посередине северо-восточной стены. В северо-западной (боковой) стене коридора расположено «узкое» окно. Юго-западная стена входной комнаты не очень высокая, но выполнена в виде удлинённого портала, который намного шире длины комнаты и выступает из неё в виде стены. 
В середине нижней части стенок ячеек, у подножия этих арок, установлен арочный жёлоб в виде ряда кирпичиков, идущих один за другим, и особого стержня. Поверх арочной ниши эти ряды своими видами образуют резкие фигуры, повторяя архивольты этих арок, создавая тем самым отличительную особенность. Основание купола отделено от камеры ряда выступающих желаний, осложнённых «высушенным» кирпичом жёлтого цвета. В верхней части купола установлен декоративный пояс.

## Нынешнее время
Памятник реконструирован в связи с небольшой утратой первоначального облика. Однако сегодня мавзолей быстро разрушается. В стенах из-за тяжести кирпича появились значительные трещины, большая часть кирпичей упала. Три из четырёх купольных башен были разрушены (сохранилась только восточная часть). Мавзолей Бекетай включён в государственный список памятников истории и культуры государственного значения.